# Zurab Očihava
Zurab Tamazovyč Očihava (in ucraino Зураб Тамазович Очігава?; in georgiano ზურაბ ოჩიგავა?; Kiev, 18 maggio 1995) è un ex calciatore ucraino, di ruolo difensore.

## Statistiche

### Presenze e reti nei club
Statistiche aggiornate al 7 aprile 2019.
| Stagione        | Squadra         | Campionato      | Campionato | Campionato | Coppe nazionali | Coppe nazionali | Coppe nazionali | Coppe continentali | Coppe continentali | Coppe continentali | Altre coppe | Altre coppe | Altre coppe | Totale | Totale | Totale |
| Stagione        | Squadra         | Comp            | Pres       | Reti       | Comp            | Pres            | Reti            | Comp               | Pres               | Reti               | Comp        | Pres        | Reti        | Pres   | Reti   |        |
| --------------- | --------------- | --------------- | ---------- | ---------- | --------------- | --------------- | --------------- | ------------------ | ------------------ | ------------------ | ----------- | ----------- | ----------- | ------ | ------ | ------ |
| 2014-2015       | Illičivec'      | PL              | 7          | 0          | CU              | 1               | 0               | -                  | -                  | -                  | -           | -           | -           | 8      | 0      |        |
| 2015-2016       | Dinamo-2 Kiev   | FL              | 16         | 1          | -               | -               | -               | -                  | -                  | -                  | -           | -           | -           | 16     | 1      |        |
| 2016-2017       | Dinamo Kiev     | PL              | 8          | 0          | CU              | 3               | 0               | UCL                | 0                  | 0                  | SU          | 0           | 0           | 11     | 0      |        |
| 2017-2018       | Olimpik Donec'k | PL              | 13         | 1          | CU              | 0               | 0               | -                  | -                  | -                  | -           | -           | -           | 13     | 1      |        |
| lug.-dic. 2018  | Dinamo Kiev     | PL              | 0          | 0          | CU              | 0               | 0               | UCL+UEL            | 0+0                | 0+0                | SU          | 0           | 0           | 0      | 0      |        |
| gen.-giu. 2019  | Dnipro-1        | FL              | 2          | 0          | CU              | 1               | 0               | -                  | -                  | -                  | -           | -           | -           | 3      | 0      |        |
| Totale carriera | Totale carriera | Totale carriera | 46         | 2          |                 | 5               | 0               |                    | 0                  | 0                  |             | 0           | 0           | 51     | 2      |        |

## Palmarès

### Club

#### Competizioni nazionali
- Supercoppa d'Ucraina: 1

Dinamo Kiev: 2016